# 苗延红
苗延红（1968年1月—），女，汉族，江苏徐州人，中华人民共和国政治人物。中山大学法律学系法学专业学习，大学学历，拥有北京大学和国家行政学院合作培养的公共管理硕士学位。

## 生平
曾任海南省民政厅党组书记、厅长；海南省司法厅党委书记、厅长，中共海南省委常委、统战部部长。现任中共福建省委常委、组织部部长。2024年09月兼任福建行政學院院長